# Henri Delaborde (schilder)

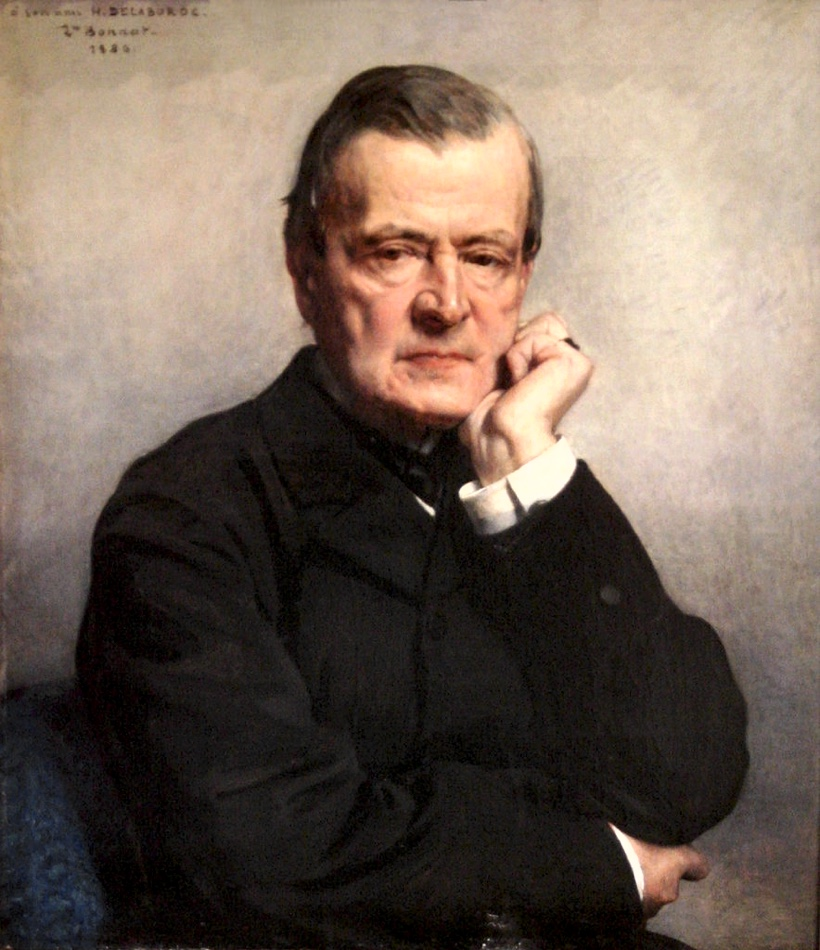
Henri Delaborde (1886);
portret door Léon Bonnat.

Graaf Henri Delaborde (Rennes, 2 mei 1811 - 17 mei 1899) was een Frans kunstcriticus en historisch schilder. 

## Levensloop
Delaborde werd geboren als zoon van de generaal Henri-François Delaborde in 1811 in Rennes. Na zijn middelbareschooltijd wilde hij schilder worden, maar zijn ouders hadden liever dat hij rechten zou studeren. Toch, nadat hij toestemming van zijn vader had verkregen, mocht hij een leerling van Paul Delaroche worden. Hierna reisde hij rond door Europa en schilderde enkele werken die terecht kwamen in de Parijse salon. Door een slechte gezondheid moest hij het schilderen opgeven en werd hij een kunstcriticus. 
Van 1855-1885 was hij conservator van het Cabinet des estampes. In 1868 werd hij ook verkozen tot de Académie des beaux-arts waar hij secretaris van werd in 1874.

## Galerij

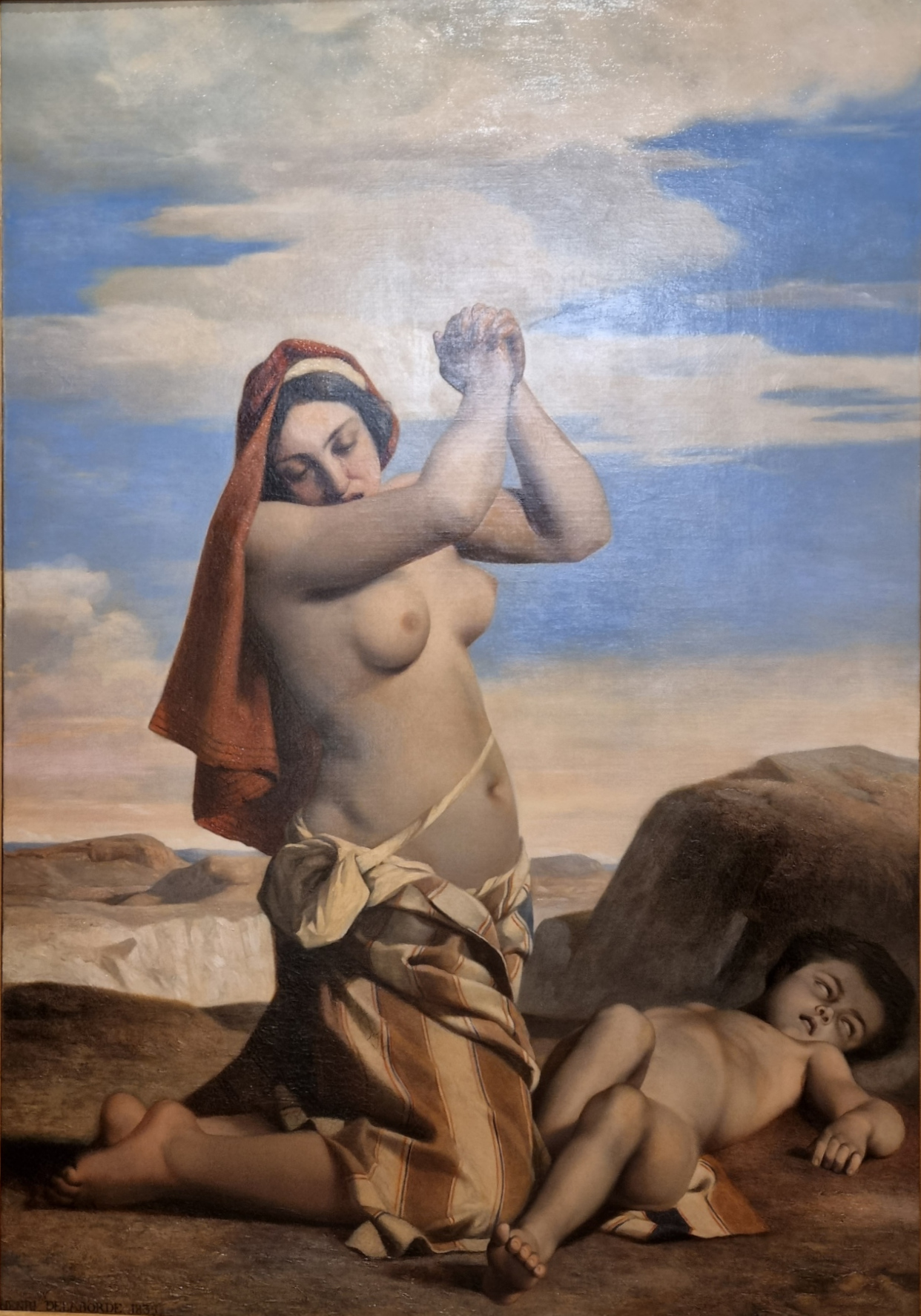
Agar dans le désert (1835, Musée des beaux-arts de Dijon)
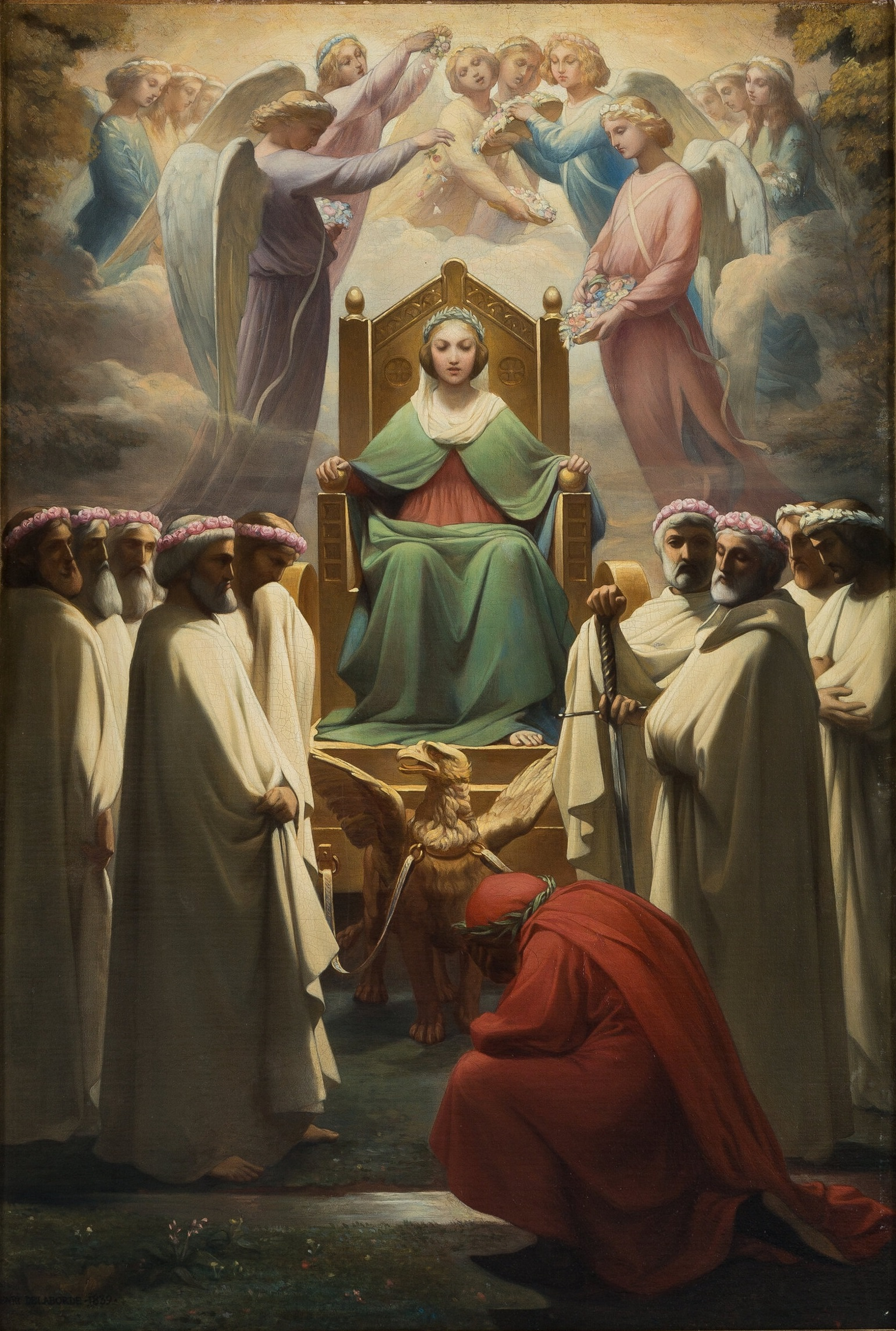
Apparition de Beatrix à Dante (1839, privébezit)
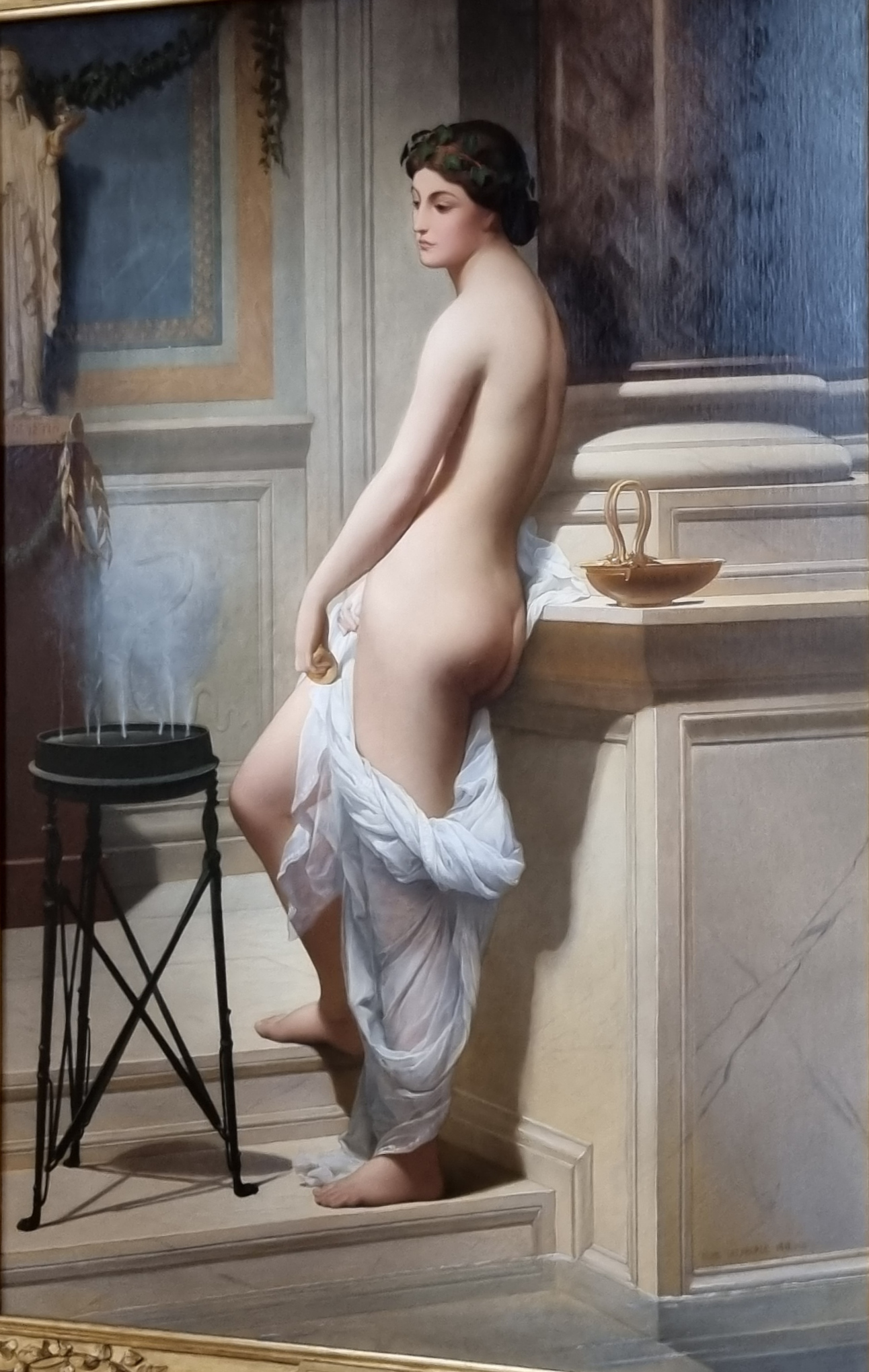
Offrande à Hygie (1841, Musée des beaux-arts de Dijon)